# Pawel Iljitsch Muslimow

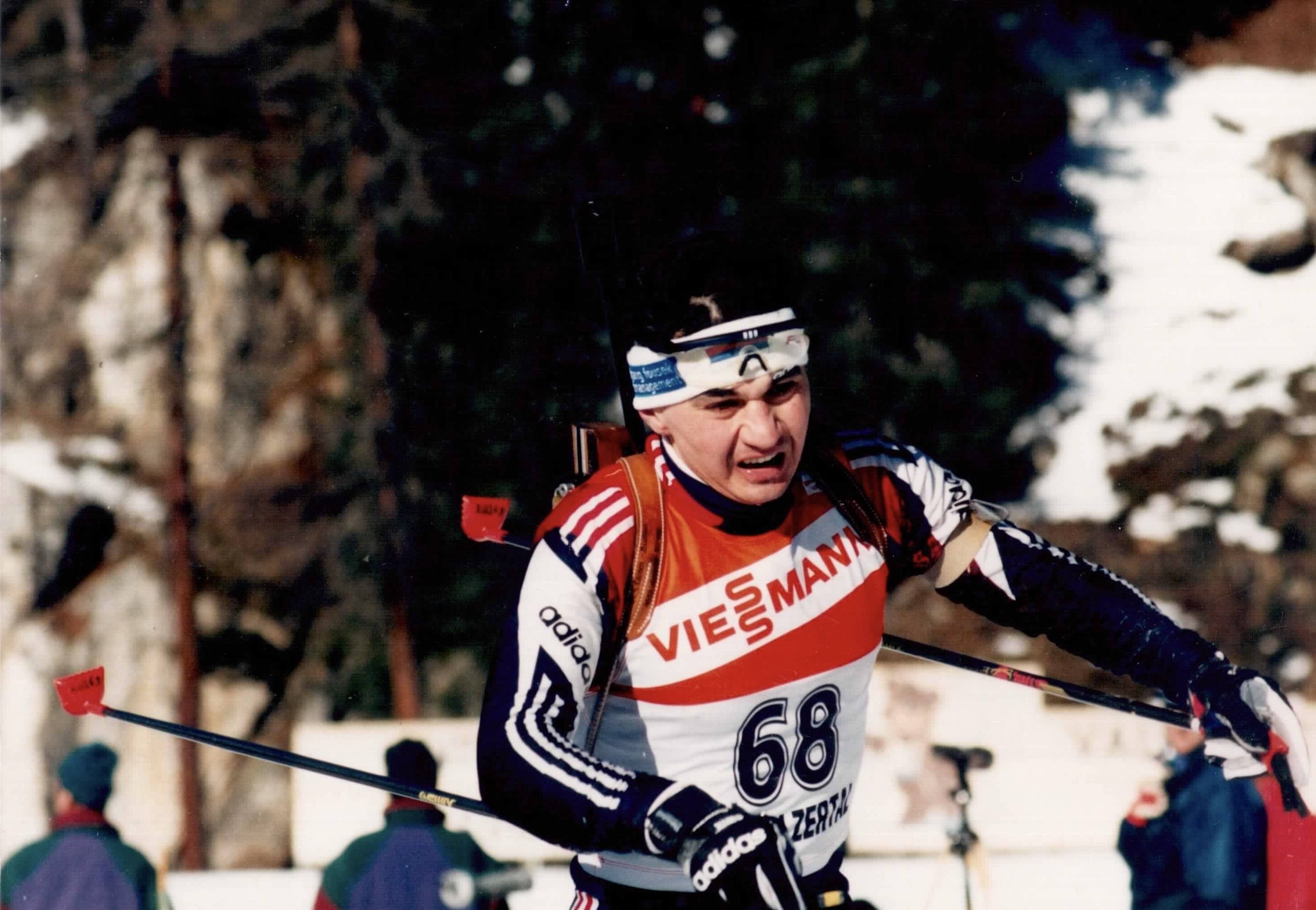
Pawel Iljitsch Muslimow, 2022

Pawel Iljitsch Muslimow (russisch Павел Ильич Муслимов; * 15. Juni 1967 in Ufa) ist ein ehemaliger russischer Biathlet.
Er gewann bei den Olympischen Winterspielen 1998 in Nagano mit der russischen 4 × 7,5-km-Staffel die Bronzemedaille. Außerdem holte er bei den Weltmeisterschaften 1995 die Silbermedaille im Sprint. Schon 1994 war er mit der russischen Staffel Europameister geworden, 1999 Zweiter und 2000 Dritter.

## Bilanz im Weltcup
Die Tabelle zeigt alle Platzierungen (je nach Austragungsjahr einschließlich Olympische Spiele und Weltmeisterschaften).
- 1.–3. Platz: Anzahl der Podiumsplatzierungen
- Top 10: Anzahl der Platzierungen unter den ersten zehn (einschließlich Podium)
- Punkteränge: Anzahl der Platzierungen innerhalb der Punkteränge (einschließlich Podium und Top 10)
- Starts: Anzahl gelaufener Rennen in der jeweiligen Disziplin

| Platzierung | Einzel | Sprint | Verfolgung | Massenstart | Team | Staffel | Gesamt |
| ----------- | ------ | ------ | ---------- | ----------- | ---- | ------- | ------ |
| 1. Platz    | 1      |        |            |             |      |         | 1      |
| 2. Platz    |        | 2      |            |             |      |         | 2      |
| 3. Platz    | 2      |        | 1          |             | 1    | 2       | 6      |
| Top 10      | 6      | 11     | 4          |             | 1    | 4       | 26     |
| Punkteränge | 16     | 21     | 6          | 1           | 2    | 4       | 50     |
| Starts      | 23     | 31     | 7          | 1           | 2    | 4       | 68     |